# Lynxacarus radovskyi
Lynxacarus radovskyi är en spindeldjursart som beskrevs av Tenorio 1974. Lynxacarus radovskyi ingår i släktet Lynxacarus och familjen Listrophoridae. Inga underarter finns listade i Catalogue of Life.